# George Ritzer
George Ritzer, född 14 oktober 1940 i New York, är en amerikansk sociolog, professor och författare som forskar om globalisering, metateori, konsumtionsmönster och modern och postmodern samhällsteori. Hans hittills mest populariserade bidrag är konceptet McDonaldisering, som bygger på Max Webers idé om rationalisering sett genom snabbmatsindustrins synvinkel.
Förutom att skapa sina egna teorier har Ritzer också skrivit många allmänna sociologiböcker, inklusive Introduktion till sociologi (2012) samt Essentials to Sociology (2014). Sedan 2001 är Ritzer professor vid University of Maryland.

George Ritzers teori om makro- och mikrointegration.